# とんねるずのみなさんのおかげでした
『とんねるずのみなさんのおかげでした』は、フジテレビ系列で1997年6月26日から2018年3月22日まで毎週木曜日 21:00 - 21:54（JST、以下略）に放送されていた日本のお笑いバラエティ番組。とんねるず（石橋貴明・木梨憲武）がメイン司会を務める長寿番組および冠番組。ステレオ放送、文字多重放送（2005年 - ）、ハイビジョン制作が実施されていた。通称『みなさん』。

## 概要
約10年にわたり放送されていた、とんねるず（石橋貴明・木梨憲武）メイン司会の同局のバラエティ番組で冠番組でもあった『とんねるずのみなさんのおかげです』を1997年3月をもって放送終了させ、同年4月から『とんねるずの本汁でしょう!!』 を当番組が開始するまでつなぎ番組として放送。同年6月26日より始まったのが本番組である。メイン司会のとんねるず（石橋貴明・木梨憲武）は、本番組の企画・構成にも携わっていた。
番組タイトルは『とんねるずのみなさんのおかげです』とはっきり区別するために「とんねるずのみなさんのおかげで」の下に大きく「した」（「し」が大きい）と筆で書かれた文字が並べられていた。番組のオープニングでのタイトルコールも「とんねるずのみなさんのおかげで」のテロップのあとに、とんねるずの2人で「した!」とコールする。この体裁は番組開始以来変わらず、最終回まで行われていた。ただし、野猿の「撤収」直前の短期間に限り上記の体裁が一切使われず、『おかげです』時代を想起させるクリップ映像と共に『Fish Fight!』をテーマ曲として使用し、タイトルロゴもその期間だけ魚の形を象ったデザインになるという全く異なるオープニングになっていた。
2009年上半期までは、基本的に番組前半は週替わり企画、番組後半には「新・食わず嫌い王決定戦」という構成となっていた。しかし、2009年7月16日放送分以降は、「新・食わず嫌い王決定戦」を含め、週替わり企画1本（回によっては2本）が1時間丸ごと放送されるようになった。『おかげです』時代のようなコントコーナーも2002年頃までは存在したが、次第に「ギャラHigh&Low」や「石橋貴明のトーク・ダービー」のような出演者のトークを前面に出すコーナーが主となったほか、2004年にスタートした若手芸人の演芸がメインの「細かすぎて伝わらないモノマネ選手権」も人気企画に成長。また、『おかげです』時代の「モジモジくん」も継続された。
放送当初は『おかげです』時代と同じくステレオ放送を実施していたが、音楽企画やドラマコントなどの休止に伴い、2005年6月9日放送分からは、総集編スペシャルと音楽企画の回を除いてモノラル放送（モノステレオ放送）に変更されていた。しかし、音楽企画の復活（後述『とんねるず×DJ OZMA』の項を参照）に伴い、2008年5月29日放送分から通常回でもステレオ放送を実施している。2013年12月26日放送回からデータ放送（ただし、『前略、道の駅より（男気ジャンケン 大人買いの旅）』のみ）を実施。
春・秋の番組改編期・冬（年末年始）・夏の番組改編期（6月下旬又は7月上旬）には必ず、2時間を超える拡大版が放送され、2週連続のスペシャル放送も増加傾向にあった。また2時間半の拡大版を放送する傾向があり、放送時間は21:00 - 23:18（23:24）となっていた。
2001年に日本テレビ「とんねるずの生でダラダラいかせて!!」終了して以降は「生ダラ」の企画や出演者・スタッフを当番組にスライドさせていた。
2013年10月17日の放送で「おかげです」「ラスタとんねるず'94」「本汁でしょう!!」時代を含め放送開始25周年を迎えた。また、2017年6月には「おかげでした」単独でも放送開始20周年を迎えた。
『とんねるずのみなさんのおかげです』『ラスタとんねるず'94』『とんねるずの本汁でしょう!!』と合わせた放送期間29年半は2021年現在、ゴールデン・プライムタイムで放送されたレギュラーバラエティ番組では歴代2位の記録を持ち、フジテレビ系列では最長となる。

## 出演者

### レギュラー
- とんねるず（石橋貴明・木梨憲武）

### コーナーレギュラー
- バナナマン（日村勇紀・設楽統） - 「博士と助手〜細かすぎて伝わらないモノマネ選手権〜」「2億4千万のものまねメドレー選手権」など。
- 有吉弘行「男気ジャンケンシリーズ」「きたな美味しい店「きたなトラン」」など。
- おぎやはぎ（小木博明・矢作兼） - 「男気ジャンケン 大人買いの旅」「全落・水落シリーズ」など。

### 出演頻度が高いゲスト
- ナインティナイン
- さまぁ〜ず
- 関根勤
- 爆笑問題
- 博多華丸・大吉
- やるせなす
- プリンプリン
- おさる
- アンタッチャブル
- 次長課長
- 山里亮太
- TIM
- ペナルティ
- デンジャラス
- 土田晃之
- カンニング竹山
- タカアンドトシ
- 安田大サーカス
- 勝俣州和
- ビビる大木
- ハライチ
- 堀内健
- 原口あきまさ
- ずん
- YOU
- 哀川翔
- 夏川純など

### 進行アナウンサー
- 牧原俊幸（「新・食わず嫌い王決定戦」他）
- 伊藤利尋（「モジモジくん」他）
- 本田朋子（「男気ジャンケン 大人買いの旅」他、現在フリー）
- 高橋真麻（「モジモジくん」他、現在フリー）
- 山中秀樹
- 加藤綾子
- 西山喜久恵
- 高島彩
- 中野美奈子
- 三田友梨佳
- 山﨑夕貴
- 細貝沙羅
- 生野陽子
- 塩原恒夫
- 渡辺和洋
- 堤礼実
- 宮司愛海
- 小澤陽子
- 永島優美
- 三上真奈
- 平井理央

### 番組スタッフ
下記のスタッフは度々、番組に出演したり、メイン司会のとんねるずや共演者との話題にのぼる。
- 石田弘（エグゼクティブプロデューサー）
- 港浩一（初代プロデューサー）
- マッコイ斎藤（演出家）
- 太田一平（プロデューサー）
- 安西義裕（プロデューサー）

その他多数。

## 番組の歴史
- 1997年6月26日放送開始。初回のラインナップは、「ほんとのうたばん」、「新・食わず嫌い王決定戦」。
- 2007年12月20日放送分で放送回数500回を達成。
- 2009年3月26日放送分で『とんねるずのみなさんのおかげです』（1988年10月13日放送開始。途中半年の休止期間を除く）から数えて累計20年となり、長寿番組の仲間入りをした。
- 2009年10月1日放送分の19:00 - 23:24には当番組過去最長の264分（4時間24分）の拡大版が放送された。また、これまで放送される事がなかった19時台・20時台に初めて放送された。
- 2013年10月で『とんねるずのみなさんのおかげです』と合わせて放送25周年を迎えた。とんねるずの憧れのアーティストである矢沢永吉が当番組に初のゲスト出演して、記念して「新・食わず嫌い王決定戦」で、とんねるずvs矢沢永吉の対決が実現した。また、これがとんねるずと矢沢永吉の初共演となった。
- 2016年4月14日の新・食わず嫌い王決定戦1時間スペシャルは放送途中に熊本地震が発生したため、途中でこれに関するFNN報道特別番組に切り替わった。翌週4月21日分の内容を変更し後編として未放送部分を放送した。とんねるずのレギュラー番組が報道特別番組により放送途中で中断されるのは『おかげです』時代や他局を含めても史上初の出来事だった。
- 2017年5月4日からは「新・食わず嫌い王決定戦」のコーナーは行われず、週替わりコーナーも大幅リニューアルした。
- 2017年9月28日には『とんねるずのみなさんのおかげです』時代から合わせて当番組の放送30周年を迎え、ビートたけしやタモリなどをゲストに迎えた2時間半の特別番組が放送され、とんねるずが司会という形で約3年半ぶりに『笑っていいとも!』[注 6]が復活した[1]。しかし、石橋が保毛尾田保毛男のキャラで登場したことに関して、あるLGBT支援団体から「性的少数者への差別・偏見を助長するもの」との抗議申し入れ[2][3][4]があり、それを受け翌日の定例会見で宮内正喜社長が謝罪[5]する事態となった。フジテレビの元社員吉野嘉高は「同性愛者への偏見を助長させるという批判が相次いだ。宮内正喜社長は謝罪し時代とのズレを認めざる得なかった。成功体験に裏付けられた番組制作のクセは残っている」と指摘した[6]。一方、タレントで同性愛者のミッツ・マングローブは騒動に対して反論のコメントを出した[7]。
- 2017年11月2日、本番組が2018年3月22日をもって終了すると一部スポーツ誌で報じられ[8]、同年12月7日放送分の番組内において、正式に番組終了が発表された[9][10][11]。
- 2018年3月22日の最終回は拡大版・特別版の制作がなく、通常通りの1時間放送で、8年ぶりに「うたばん」復活バージョンを放送し、野猿[注 7]と松田聖子をゲストに迎え番組内での音楽ネタを中心に振り返った[12][13][14][15]。そして番組ラストはとんねるずが「情けねえ」の一部歌詞を替えたバージョンを歌唱[15]、バンドメンバーは後藤次利（B）の呼びかけにより藤井尚之（Sax）、山本恭司（Gt、BOWWOW）とその息子の山本真央樹（Dr）、佐藤準、松本圭司（共にKey）が参加した[16][17]。最終回の平均視聴率は9.7%、瞬間最高視聴率12.1%を記録した[15]。番組の最後は以下のテロップで締めくくった。

```
30年間 支えてくれたすべての仲間と
テレビの前で同じ時代を過ごしてくれた
あなたに愛と感謝を込めて…
みなさんのおかげで
した
```

これをもって前身の『とんねるずのみなさんのおかげです』から始まるフジテレビ系列の木曜21時台のとんねるずの番組は29年半（『おかげです』の『火曜ワイドスペシャル』版から換算すると約31年4か月）の歴史に終止符を打った。

### 番組終了後
本番組の終了以降、2024年時点でとんねるずがコンビでレギュラー出演するバラエティ番組は企画されておらず、特番を含めても2人が揃うのは年数回にとどまっているが、木梨は本番組終了後のとんねるずの活動について、「また新しい話があれば、企画できそうなことがあればやろうって」と石橋とも話していることを明かした。
2018年4月19日より本番組の後継番組として坂上忍がMCを務める『直撃!シンソウ坂上』が放送を開始、一方で石橋のみのレギュラー番組は同年4月16日に『石橋貴明のたいむとんねる』が月曜23時枠に放送を開始した。
なお、レギュラー放送終了後も「細かすぎて伝わらないモノマネ選手権」が不定期で引き続き放送されることになり、「2億4千万のものまねメドレー選手権」も特別番組『お笑いオムニバスGP』の一企画としてフジテレビで放送が復活されたほか、他の一部企画も石橋のYouTubeチャンネル「貴ちゃんねるず」で配信が行われている。
放送終了から6年半後の2024年11月8日・9日にフジテレビ開局65周年事業として、実に29年ぶりとなる「とんねるず THE LIVE」を日本武道館で開催することが決定。それに先立ち、2024年10月19日に当番組終了から6年半ぶりのとんねるず揃っての特番として「土曜プレミアム」にて『とんねるずの2億4千万の大陸スペシャル』が放送された。

## 視聴率
視聴率はいずれも関東地区・世帯・リアルタイム、ビデオリサーチ調べ。
番組の視聴率は番組開始時から2000年代前半頃までは20%前後を維持してキー局トップの視聴率を獲得していた。2000年代後半に入っても15%前後を維持して安定した視聴率を獲得していた。2010年代に入ると一桁台の視聴率も出るようになったがそれでも10〜13%を維持していた。
だが、2015年頃から一桁台に沈むことが多くなり、特に同じ時間帯に放送されていた裏番組のテレビ朝日系ドラマ『ドクターＸ-外科医 大門未知子-』の影響により、視聴率が5〜8%と低迷してしまうこともあった。しかし、同作品が終了しても視聴率が再び上昇することはなく、莫大な予算とその見返りとなる視聴率が比例していないという指摘がネットニュースで度々報じられた。また、コーナーやゲストによって視聴率が激しく上下していた時期もあった。
歴代最高平均視聴率は、1999年4月1日放送分の『とんねるずのみなさんのおかげでした 春の特大スペシャル』の回で24.8%を記録した。放送内容は「食わず嫌い王決定戦」（九代目松本幸四郎（現・二代目松本白鸚）vsナインティナイン）と野猿初のコンサートドキュメントの特集だった。
『おかげでした』の番組全放送回（972回、最終回除く）の総平均視聴率は13.8%、『おかげです』（363回）の番組全放送回の総平均視聴率は20.1%、『おかげです』+『おかげでした』の番組全放送回（1335回、『おかげでした』の最終回除く）の全総平均視聴率は15.5%。

## 関連商品

### 番組歴代主題歌・テーマ曲およびCD
- 野猿
  - Get down
  - 叫び
  - SNOW BLIND
  - Be cool!
  - Selfish
  - 夜空を待ちながら
  - Chicken guys
  - 太陽の化石
  - Star
  - Fish Fight!
  - 路傍（Will call）
- 矢島美容室
  - ニホンノミカタ -ネバダカラキマシタ-
  - SAKURA -ハルヲウタワネバダ-
  - はまぐりボンバー
  - メガミノチカラ
  - アイドルみたいに歌わせて
- 関東裸会
  - 関東裸会の唄
  - 関東裸会音頭
- 食わず嫌い王決定戦
  - 『祝宴』箏座（オープニング）
  - 『スレッジハンマー』ピーター・ガブリエル（効果音）
  - 『風雲急の舞』八草楽団 （『平成狸合戦ぽんぽこ　サウンドトラック』より）（実食）
  - 『未来の巻絵』NASH（実食）
  - 『エメラルドモーニング』服部克久（エンディング）
- ほんとのうたばん
  - 『にくい貴方』ナンシー・シナトラ
- ○○、××を買う。
  - 『君って』西野カナ
  - 『果てない空』嵐
- きたなトラン
  - 『雨に唄えば』ジーン・ケリー
- 細かすぎて伝わらないモノマネ選手権
  - 『バック・トゥ・ザ・フューチャー』アウタタイム・オーケストラ
  - 『スター・ウォーズメインテーマ』ジョン・ウィリアムズ
- 男気ジャンケン
  - 『前略、道の上より』一世風靡セピア
  - 『覇王樹』湘南乃風
  - 『爆音男〜BOMBERMAN〜』湘南乃風
- 高圧洗浄バスターズ
  - 『ゴーストバスターズ』レイ・パーカー・ジュニア

### DVD
- とんねるずのみなさんのおかげでした 博士と助手 細かすぎて伝わらないモノマネ選手権vol.1 - 3（2010年12月3日発売、エイベックス・マーケティング）
- とんねるずのみなさんのおかげでした 博士と助手 細かすぎて伝わらないモノマネ選手権vol.4 - 6（2010年12月17日発売、エイベックス・マーケティング）
- とんねるずのみなさんのおかげでした 博士と助手 細かすぎて伝わらないモノマネ選手権Season2 vol.1 - 2（2011年12月21日発売、エイベックス・マーケティング）
- とんねるずのみなさんのおかげでした 全落・水落オープン各々1、2巻&DVD-BOX（2014年12月24日発売、ポニーキャニオン）
- とんねるずのみなさんのおかげでBOX【鑑賞用】&【保存用】（2018年3月21日発売、ポニーキャニオン）
- とんねるずのみなさんのおかげでBOX コンプライアンス 1〜3（2019年5月22日発売予定。ポニーキャニオン）

### 書籍
- きたな美味い店　KITANATAURANT （2011年10月6日発売、扶桑社）

## FNS27時間テレビ
同局で毎年1回放送されている夏の長時間特別番組『FNS27時間テレビ』内で1コーナーとして当番組が放送されていた（下記参照）。
FNS27時間テレビ めちゃ2デジッてるッ! 笑顔になれなきゃテレビじゃないじゃ〜ん!!
「とんねるずVSめちゃイケ モジモジくん大激突スペシャル」
- 2011年7月23日生放送。総合司会はナインティナイン、中居正広（SMAP）。（矢部浩之はマラソン中のため不参加）

FNS27時間テレビ 笑っていいとも! 真夏の超団結特大号 徹夜で頑張っちゃってもいいかな?
「前略、道の駅より 芸能界男気団結スペシャル」
- 2012年7月21日生放送。総合司会はタモリ。

FNS27時間テレビ めちゃ2ピンチってるッ! 1億2500万人の本気になれなきゃテレビじゃないじゃ〜ん!!
「とんねるずの女気じゃんけん」
- 2015年7月26日放送（事前収録）。総合司会はナインティナイン、中居正広（SMAP）。（中居は不参加）

## スタッフ （最終回の時は現在のスタッフ）
- ナレーター：服部潤（メイン。2017年3月までは提供読みも担当）
- 企画：石橋貴明、木梨憲武
- 構成：秋元康 / 小川浩之、酒井健作、田中到、オークラ、佐藤俊明 / 遠藤察男[注 8]
- TP（テクニカルプロデューサー）：児玉洋（フジテレビ）
- SW（スイッチャー）：長瀬正人
- カメラ：秋山勇人、斎藤佳久
- 音声：小清水健治
- 映像：石井利幸
- 照明：紙透貴仁
- PA：黒瀬知幸
- カメラクレーン：明光セレクト、佐藤史郎
- 美術制作・デザイン：棈木陽次（フジテレビ）
- デザイン：越野幸栄（フジテレビ）
- 美術プロデューサー：古川重人（フジテレビ）
- 美術進行：内山高太郎[注 9]
- 大道具：大原隆、楢崎善正
- 装飾：乾川太志
- 持道具：網野高久
- 衣裳：成田咲良（とんねるず担当）
- メイク：大高里絵（とんねるず担当）
- かつら：俵木和美（とんねるず担当）
- 視覚効果：飯塚生臣
- 特殊装置：坂ノ下啓介(輔)
- 電飾：石井誠
- アートフレーム：鈴木綱敏
- アクリル装飾：松本健、織田秀幸
- 生花装飾：荒川直史
- 植木装飾：広田明
- タイトル：齋藤一広（フジテレビ）
- CG：秋里直樹（フジテレビ）
- オープニングタイトル：中島信也（東北新社）
- 編集：小笠原一登・武藤洋徳・齊藤禎丈・山下大樹（いずれもIMAGICA）
- 編集アシスタント：笹木康司・多田涼（いずれもIMAGICA）
- MA（マルチオーディオ）：山岸慎一郎・小林由愛子（いずれもIMAGICA）
- 音響効果：松下俊彦（ラビットムーンオフィス）
- スチール：半田一道
- スタイリスト：倉科裕子（石橋貴明担当）、大久保篤志（木梨憲武担当）
- リサーチ：中原ハジメ、尻谷よしひろ
- 広報：片山正康（フジテレビ）
- 制作進行：内田和之（以前は制作スタッフ）
- TK（タイムキーパー）：江野澤郁子（TBG）
- キャスティングプロデューサー：松尾やす子（フジテレビ、以前はAP）
- 制作スタッフ：小原秀哉、宮田綾子、江藤和也、藤井真浩、白岩大輔、須貝暢夫、眞田貴啓、大村兵大、橋本翔貴、山本俊哉、清水優司、三井知人、高橋大樹、松並潤治、三浦翔、大上賢治、山崎亮、石原大輔、丸谷敬典、櫻井悠貴、大村一平、川原奈央、上町修大、永野かおり（スペシャル放送のみ、フジテレビ）
- ディレクター：鈴木靖広、石岡孝利（以前はディレクター→制作進行）、マイアミ・ケータ（萩原啓太、フジテレビ）
- 演出：マッコイ斎藤（以前はディレクターを担当）
- エグゼクティブプロデューサー：石田弘（フジテレビ、以前はゼネラルプロデューサー）
- プロデューサー：太田一平（フジテレビ、以前はディレクター→演出） 、中川将史（フジテレビ、以前は制作スタッフ→ディレクター）/安西義裕（ガッツエンターテイメント、クレジット表示なし、以前はAP）
- 協力：服部栄養専門学校（新・食わず嫌い王担当）、三慶サービス
- スタッフ協力：SHO-GUN、ガッツエンターテイメント、D:COMPLEX、K-ten（全社クレジット表示なし）
- 技術協力：ニユーテレス、fmt（旧八峯テレビ）
- 制作協力：Arrival
- 制作：フジテレビ編成局制作センター第二制作室（旧バラエティ制作センター→バラエティ制作部→制作局第二制作センター）
- 制作著作：フジテレビ

その他のスタッフは野猿を参照のこと

### 歴代スタッフ（最終回の時は過去のスタッフ）
- ナレーター：、坂口哲夫（「新・食わず嫌い王決定戦」時の「筆入れ」「先手（後手）○○披露!」「実食」の掛け声のみ）、バカボン鬼塚（「とんねるずを泊めよう!」）、立木文彦、住友優子、赤坂泰彦（ノリタケーブルTV）、窪田等（笑熱大陸）、柴田秀勝（宜保タカ子）
- 構成：吉野晃章、浅野吉朗、板坂尚、石原道好、樋口卓治、安達元一、北本かつら、安部裕之
- TP（テクニカルプロデューサー）：塩津英史（フジテレビ）
- TD（テクニカルディレクター）：馬場直幸（フジテレビ）
- SW（スイッチャー）：石田智男（フジテレビ）、藤江雅和
- TD（テクニカルディレクター）・SW（スイッチャー）：勝村信之（フジテレビ）
- カメラ：前田正道・馬場義土（フジテレビ）、藤江雅和、大山浩文
- 映像：高橋正直
- 音声：篠良一、荒井千佳、松本政利
- 照明：小田原敬、吉川知孝
- PA：唐松秀弥、秋野岳夫、本間清孝、渡眞利泰樹
- CG：小幡英雄、小池秀樹、佐久間浩一、森本敦行
- CGタイトル：椎谷晴夫
- 編集：伊五澤守雄、里中恵美子（IMAGICA）
- MA（マルチオーディオ）：新野真（IMAGICA）
- 音響効果：鈴木真
- スキャニメイト：後藤和夫（IMAGICA）
- ペイント：菊池大介（IMAGICA）
- 美術制作：石鍋伸一朗（フジテレビ）
- 美術制作・デザイン：井上幸夫（フジテレビ）
- 美術進行：伊藤則緒
- 大道具：成井一浩、東山優治、瀬名波康之、篠田直人、橋博史
- 装飾：高野城二、藤間俊昭、望月富夫、小池長寿、菊池誠、占部真理子
- 電飾：照喜名紀央、田中信太郎、大木謙二
- アートフレーム：菅沼和海、津田忠直
- 特殊装置：永島哲哉
- 特殊効果：水尾一雄
- アクリル装飾：平山晃哉、渋谷哲也、土屋祥太
- 生花装飾：大澤由紀子
- 植木装飾：須田信治
- 楽器：磯元洋一
- 衣裳：神波憲人、浅見彰、横田尊正、山田斉（とんねるず担当）
- メイク：石井織恵、興山洋子、東まり子、福田裕子、佐野泰葉、大橋由美子（とんねるず担当）
- かつら：矢津田一寛
- タイトル：岩崎光明（フジテレビ）
- スチール：新開雅哉、林寛
- フードコーディネーター：結城摂子（マンダリン工房）
- 制作スタッフ → デスク：鈴木桂子（フジテレビ）
- 編成：高瀬敦也・中島寛朗・熊谷剛・太田大・情野誠人・清水泰貴（全員共フジテレビ）
- 広報：丸山修一・上野陽一・矢崎かおり・谷川有季（フジテレビ）
- 制作スタッフ：五十嵐剛（フジテレビ）、佐々木彩、八倉巻雄介、伊藤ゆき、伊藤雄大、加藤浩明（K-ten）、小林朗、長山孝太郎、平田亮輔、後藤大輝、田中達也、清水宏幸、吉倉瑞穂
- AP：正垣吉朗（イースト）、利光ともこ(智子)（K-ten）、児玉芳郎・双川正文（フジテレビ）、松村恵子、古賀リュウスケ
- 制作進行：石橋鉄也、白坂亮介
- ディレクター：神原孝、太田一矢、小寺尚、兼則英司、稲村健、武島義之、岡村勝久、加藤雅之、遠藤達也、竹内誠、佐々木敦規、鈴木剛 / 時宗大 / 杉本憲隆、浅川政樹、清家史嗣
- プロデューサー：松村匠（以前はAP）、関卓也（以前はディレクター） / 石井正幸
- プロデューサー・演出：港浩一（初代プロデューサー）、渡邊俊介（参加当初はディレクター → 一時期は編成を担当）
- 協力：東北新社

## ネット局と放送時間
| 放送対象地域  | 放送局                    | 系列                                         | 放送日時                     | 遅れ       |
| ------------- | ------------------------- | -------------------------------------------- | ---------------------------- | ---------- |
| 関東広域圏    | フジテレビ（CX）          | フジテレビ系列                               | 木曜 21:00 - 21:54           | 制作局     |
| 北海道        | 北海道文化放送（uhb）     | フジテレビ系列                               | 木曜 21:00 - 21:54           | 同時ネット |
| 岩手県        | 岩手めんこいテレビ（mit） | フジテレビ系列                               | 木曜 21:00 - 21:54           | 同時ネット |
| 宮城県        | 仙台放送（OX）            | フジテレビ系列                               | 木曜 21:00 - 21:54           | 同時ネット |
| 秋田県        | 秋田テレビ（AKT）         | フジテレビ系列                               | 木曜 21:00 - 21:54           | 同時ネット |
| 山形県        | さくらんぼテレビ（SAY）   | フジテレビ系列                               | 木曜 21:00 - 21:54           | 同時ネット |
| 福島県        | 福島テレビ（FTV）         | フジテレビ系列                               | 木曜 21:00 - 21:54           | 同時ネット |
| 新潟県        | 新潟総合テレビ（NST）     | フジテレビ系列                               | 木曜 21:00 - 21:54           | 同時ネット |
| 長野県        | 長野放送（NBS）           | フジテレビ系列                               | 木曜 21:00 - 21:54           | 同時ネット |
| 静岡県        | テレビ静岡（SUT）         | フジテレビ系列                               | 木曜 21:00 - 21:54           | 同時ネット |
| 富山県        | 富山テレビ（BBT）         | フジテレビ系列                               | 木曜 21:00 - 21:54           | 同時ネット |
| 石川県        | 石川テレビ（ITC）         | フジテレビ系列                               | 木曜 21:00 - 21:54           | 同時ネット |
| 福井県        | 福井テレビ（FTB）         | フジテレビ系列                               | 木曜 21:00 - 21:54           | 同時ネット |
| 中京広域圏    | 東海テレビ（THK）         | フジテレビ系列                               | 木曜 21:00 - 21:54           | 同時ネット |
| 近畿広域圏    | 関西テレビ（KTV）         | フジテレビ系列                               | 木曜 21:00 - 21:54           | 同時ネット |
| 鳥取県 島根県 | 山陰中央テレビ（TSK）     | フジテレビ系列                               | 木曜 21:00 - 21:54           | 同時ネット |
| 岡山県 香川県 | 岡山放送（OHK）           | フジテレビ系列                               | 木曜 21:00 - 21:54           | 同時ネット |
| 広島県        | テレビ新広島（tss）       | フジテレビ系列                               | 木曜 21:00 - 21:54           | 同時ネット |
| 愛媛県        | テレビ愛媛（EBC）         | フジテレビ系列                               | 木曜 21:00 - 21:54           | 同時ネット |
| 高知県        | 高知さんさんテレビ（KSS） | フジテレビ系列                               | 木曜 21:00 - 21:54           | 同時ネット |
| 福岡県        | テレビ西日本（TNC）       | フジテレビ系列                               | 木曜 21:00 - 21:54           | 同時ネット |
| 佐賀県        | サガテレビ（STS）         | フジテレビ系列                               | 木曜 21:00 - 21:54           | 同時ネット |
| 長崎県        | テレビ長崎（KTN）         | フジテレビ系列                               | 木曜 21:00 - 21:54           | 同時ネット |
| 熊本県        | テレビくまもと（TKU）     | フジテレビ系列                               | 木曜 21:00 - 21:54           | 同時ネット |
| 大分県        | テレビ大分（TOS）         | 日本テレビ系列 フジテレビ系列                | 木曜 21:00 - 21:54           | 同時ネット |
| 宮崎県        | テレビ宮崎（UMK）         | フジテレビ系列 日本テレビ系列 テレビ朝日系列 | 木曜 21:00 - 21:54           | 同時ネット |
| 鹿児島県      | 鹿児島テレビ（KTS）       | フジテレビ系列                               | 木曜 21:00 - 21:54           | 同時ネット |
| 沖縄県        | 沖縄テレビ（OTV）         | フジテレビ系列                               | 木曜 21:00 - 21:54           | 同時ネット |
| 青森県        | 青森放送（RAB）           | 日本テレビ系列                               | 木曜 15:55 - 16:50           | 遅れネット |
| 山梨県        | テレビ山梨（UTY）         | TBS系列                                      | 火曜 0:40 - 1:35（月曜深夜） | 遅れネット |
| 山口県        | テレビ山口（tys）         | TBS系列                                      | 土曜 15:55 - 16:55           | 遅れネット |

## 事故
- 2003年10月2日 - 歌手の葛城ユキが、大砲の弾のようにダイビングする企画で落下した際に、全身を強打して胸椎脱臼骨折の重傷を負った[23]。
- 2012年2月 - お笑いコンビずんのやすが、新潟県内のスキー場のゲレンデを水上スキー用のゴムボートで走行したが、スピードが出過ぎていたために雪で作った停止点で止まることができず、その先のトタンに腰を強打し、腰の骨を折るけがを負った[24]。
- 2017年6月4日 - おぎやはぎの小木博明が、ロケ先のシンガポールで転倒し、右鎖骨を骨折した[25]。